# Stephen Ameyu Mulla
Stephen Ameyu Martin Mulla (ur. 10 stycznia 1964 w Ido) – południowosudański duchowny katolicki, arcybiskup metropolita Dżuby od 2020, kardynał prezbiter od 2023.

## Życiorys
Święcenia kapłańskie otrzymał w dniu 21 kwietnia 1991 i został inkardynowany do diecezji Torit. Po krótkim stażu wikariuszowskim został skierowany do Rzymu na studia doktoranckie z teologii dogmatycznej. Po powrocie do kraju został wykładowcą w krajowym seminarium w Dżubie.
3 stycznia 2019 roku papież Franciszek mianował go ordynariuszem diecezji Torit w metropolii Dżuba. Sakry udzielił mu 3 marca 2019 metropolita Dżuby – arcybiskup Paulino Lukudu Loro.
12 grudnia 2019 został mianowany arcybiskupem metropolitą Dżuby, zaś 22 marca 2020 kanonicznie objął urząd.
9 lipca 2023 podczas modlitwy Anioł Pański papież Franciszek ogłosił jego nominację kardynalską.
Na konsystorzu 30 września 2023 został kreowany kardynałem prezbiterem i uzyskał kościół tytularny św. Gemmy Galgani.